# Würde (Salza)
Die Würde ist ein Bach im Saalekreis, Sachsen-Anhalt.

## Verlauf
Sie entspringt bei Asendorf in der Gemeinde Teutschenthal, fließt weiter durch Steuden und durch ganz Teutschenthal, biegt bei Teutschenthal-Eisdorf in nördlicher Richtung ab und fließt unter der B 80 hindurch und westlich an Bennstedt vorbei. Dann erreicht sie Zappendorf, wo sie im Ortsteil Köllme als deren rechter Nebenfluss in die Salza mündet.